# Гущин Колодезь
Гу́щин Коло́дезь — деревня Дубовецкого сельского поселения Долгоруковского района Липецкой области.

## География
Деревня Гущин Колодезь находится в центральной части Долгоруковского района, в 8 км к западу от села Долгоруково. Располагается на левом берегу небольшого ручья притока реки Ольшанец.

## История
Гущин Колодезь впервые упоминается в «Экономических примечаниях Елецкого уезда» 1778 года. Название взято от одноимённого ручья. Здесь колодезь — ручей. Начальная часть названия — по фамилии Гущин.
В «Списке населенных мест» Орловской губернии 1866 года, отмечен как «сельцо владельческое Гущин Колодезь (Гущинка) при ручье Гущинке, 40 дворов, 357 жителей».
В начале XX века гущинцы состояли в приходе Успенской церкви села Дубовец.
В переписи населения 1926 года значится как деревня, в ней 138 дворов, 657 жителей. В 1932 году — 918 жителей.
Во время Великой Отечественной войны деревня Гущин Колодезь была временно оккупирована гитлеровцами. 
3 декабря 1941 года подразделения 134-й пехотной дивизии вермахта, захватили ряд населенных пунктов севернее Тербунов: Дубовец, Гущин Колодезь, Богатые Плоты, отбросив силы 6-й дивизии Красной армии к райцентру Долгоруково. 
10 декабря 1941 года, в ходе Елецкой наступательной операции Гущин Колодезь был освобождён.
В 1928 году Гущин Колодезь вошёл в состав Долгоруковского района Елецкого округа Центрально-Чернозёмной области. После разделения ЦЧО в 1934 году Долгоруковский район вошёл в состав Воронежской, в 1935 — Курской, а в 1939 году — Орловской области. С 6 января 1954 года в составе Долгоруковского района Липецкой области.

## Население
| 2010 |
| ---- |
| 34   |

## Транспорт
Гущин Колодезь располагается на шоссе, связывающем село Дубовец с райцентром Долгоруково. Грунтовыми дорогами связан с деревней Ольшанка и хутором Бакеевский.

## Известные жители
- Шукаев, Михаил Илларионович. Выдающийся партизанский командир в годы Великой Отечественной войны. Родился в деревне Гущин Колодезь.